# ProMotor
ProMotor este un site web din România, adresat pasionaților auto și specialiștilor în devenire, parte a S.C. WEB EDITING DEVELOPMENT SRL.
În octombrie 2003 a fost lansată revista ProMotor, care a fost disponibilă până în 2014.
Publicația a existat și ca emisiune, difuzată pe PRO TV din 2003 până în 2007 și apoi mutată pe Sport.ro și difuzată între 2007 și 2013, iar din 2020 emisiunea a fost relansată, de data aceasta în mediul online pe propriul site.